# Primera División de Reunión 2019
La Primera División de Reunión 2019 fue la 70.ª edición de la Primera División de Reunión. El campeón defensor es el JS Saint-Pierroise.

## Formato
Participan 14 equipos jugarán entre sí mediante sistema de todos contra todos 2 veces totalizando 26 partidos cada uno; al término de la temporada el equipo con más puntos será campeón y en caso de requisitos establecidos se clasificará a la Liga de Campeones de la CAF 2020-21, mientras que los dos últimos clasificados descenderán la Segunda División de Reunión 2020, además el antepenúltimo jugará el play-off de relegación contra el tercer lugar de la Segunda División.

## Equipos participantes
| Pos.     | Equipo               |
| -------- | -------------------- |
| 1        | JS Saint-Pierroise   |
| 2        | SS Jeanne d'Arc      |
| 3        | AS Excelsior         |
| 4        | Saint-Denis FC       |
| 5        | US Sainte-Marienne   |
| 6        | US Stade Tamponnaise |
| 7        | SS Saint-Louisienne  |
| 8        | AS Sainte-Suzanne    |
| 9        | AS Marsouins         |
| 10       | Saint-Pauloise FC    |
| 11       | AF Saint-Louisien    |
| 12       | AS Capricorne        |
| 1.A (SD) | SDEFA                |
| 1.B (SD) | Trois Bassins FC     |

### Ascensos y descensos
| Pos. | Ascendidos de Segunda División 2018 |
| ---- | ----------------------------------- |
| 1.A  | SDEFA                               |
| 1.B  | Trois Bassins FC                    |

| Pos. | Descendidos de Primera División 2018 |
| ---- | ------------------------------------ |
| 13   | AS Petite-Île                        |
| 14   | OCSA Léopards                        |

## Tabla de posiciones
Actualizado el 4 de diciembre de 2019
| Pos. | Equipo                  | PJ | PG | PE | PP | GF | GC | DG  | Pts. | Clasificado a                                 |
| ---- | ----------------------- | -- | -- | -- | -- | -- | -- | --- | ---- | --------------------------------------------- |
| 1    | JS Saint-Pierroise (C)  | 26 | 18 | 6  | 2  | 48 | 17 | +31 | 86   | Campeón y Liga de Campeones de la CAF 2020-21 |
| 2    | US Sainte-Marienne      | 26 | 17 | 5  | 4  | 46 | 24 | +22 | 82   | Copa Confederación de la CAF 2020-21          |
| 3    | Saint-Denis FC          | 26 | 15 | 7  | 5  | 43 | 24 | +19 | 75   |                                               |
| 4    | AS Excelsior            | 26 | 15 | 3  | 8  | 42 | 27 | +15 | 74   |                                               |
| 5    | US Stade Tamponnaise    | 26 | 10 | 12 | 4  | 42 | 26 | +16 | 68   |                                               |
| 6    | SS Jeanne d'Arc         | 26 | 11 | 7  | 8  | 43 | 30 | +13 | 66   |                                               |
| 7    | Trois Bassins FC        | 26 | 10 | 6  | 10 | 35 | 42 | -7  | 62   |                                               |
| 8    | AS Capricorne           | 26 | 6  | 11 | 9  | 26 | 31 | -5  | 59   |                                               |
| 9    | Saint-Pauloise FC       | 26 | 7  | 5  | 14 | 22 | 41 | -19 | 52   |                                               |
| 10   | AF Saint-Louisien       | 26 | 6  | 7  | 13 | 26 | 42 | -16 | 51   |                                               |
| 11   | SDEFA                   | 26 | 7  | 4  | 15 | 23 | 46 | -23 | 51   |                                               |
| 12   | AS Marsouins            | 26 | 5  | 6  | 15 | 25 | 38 | -13 | 46   | Play-Off Descenso                             |
| 13   | AS Sainte-Suzanne (D)   | 26 | 2  | 12 | 12 | 21 | 34 | -13 | 45   | Segunda División 2020                         |
| 14   | SS Saint-Louisienne (D) | 26 | 5  | 4  | 17 | 31 | 51 | -20 | 45   | Segunda División 2020                         |